# Põllumajanduse Registrite ja Informatsiooni Amet
L’office des registres et de l'information agricoles  (en estonien : Põllumajanduse Registrite ja Informatsiooni Amet, sigle PRIA) est une agence gouvernementale relevant du Ministère des affaires rurales basée à Tartu en Estonie.

## Présentation
Créé à l'été 2000, en tant qu'organisme payeur de l'Union européenne, la mission de l’office est d'organiser la répartition des subventions de l'État et des subventions du fonds européen agricole pour le développement rural, des subventions du Fonds européen pour la pêche et des subventions de gestion des marchés, de tenir les registres agricoles nationaux et d'autres collectes de données liées à l'agriculture, de traiter et d'analyser ces données.
La PRIA a été créée à l'été 2000 dans le cadre du développement du programme SAPARD. 
Entre 2004, date à laquelle l'Estonie a rejoint l'Union européenne et 2023, des subventions d'un montant de plus de 5,126 milliard d'euros ont été distribuées par le PRIA,